# Jekatyerina Alekszandrovna Marennyikova
Jekatyerina Alekszandrovna Marennyikova (oroszul: Екатерина Александровна Маренникова; Leningrád, 1982. április 29. –) olimpiai bajnok orosz kézilabdázó, a 2008. évi nyári olimpiai játékokon ezüstérmes, a 2016-os olimpián aranyérmes orosz válogatott tagja.
Az olimpiai érmein kívül 2005-ben, a hazai rendezésű világbajnokságon aranyérmet szerzett a válogatottal.